# Fernmeldeturm Schnaitsee
Der Fernmeldeturm Schnaitsee auch als FMT Obernhof bezeichnet ist ein 158,5 Meter hoher, für die Öffentlichkeit nicht zugänglicher Fernmeldeturm im Landkreis Traunstein und rund 11 km östlich von Wasserburg am Inn. Er ersetzte einen 115 m hohen Stahlfachwerkmast. 
Bis 2005 diente der im Ortsteil Garting stehende Fernmeldeturm als Grundnetzsender für das ZDF und das Bayerische Fernsehen und versorgte große Teile Oberbayerns. Bei gutem Wetter reicht das Signal des Senders sogar bis in die Hochlagen des vorderen Bayerischen Waldes.
Derzeit wird auf der UKW-Frequenz 92,70 MHz das Programm des Lokalsenders Radio ISW ausgestrahlt.

## Frequenzen und Programme

### Analoges Radio (UKW)
| Programm  | Frequenz  | ERP    | RDS PS |
| --------- | --------- | ------ | ------ |
| Radio ISW | 92,70 MHz | 0,3 kW | ISW_   |

## Digitales Radio (DAB)
Digitaler Hörfunk DAB+ wird in vertikaler Polarisation im Gleichwellenbetrieb (Single Frequency Network) u. a. vom Sender Hochberg, Isen und Wasserburg am Inn (Koblberg) ausgestrahlt:
| Block (Kanal) | Programme (Datendienste) | ERP (kW) | Antennen- diagramm rund (ND), gerichtet (D) | Gleichwellennetz (SFN) |
| ------------- | ------------------------ | -------- | ------------------------------------------- | --- |
| 10D           | (koordiniert)            |          | D                                           | Brotjacklriegel, Landshut (Altdorf), München-Ismaning, Oberammergau, Passau, Pfarrkirchen, Schnaitsee, Untersberg, Wendelstein (Bayrischzell) |

## Analoges Fernsehen
Bis zur Umstellung auf DVB-T wurden folgende Programme in analogem PAL gesendet: Seitdem ist die Fernsehversorgung durch den Sender Wendelstein sichergestellt.
| Kanal | Frequenz (MHz) | Programm                                   | ERP (kW) | Sendediagramm rund (ND)/ gerichtet (D) | Polarisation horizontal (H)/ vertikal (V) |
| ----- | -------------- | ------------------------------------------ | -------- | -------------------------------------- | ----------------------------------------- |
| 26    | 511,25         | ZDF                                        | 360      | ND                                     | H                                         |
| 54    | 735,25         | Bayerisches Fernsehen (Schwaben/Altbayern) | 500      | ND                                     | H                                         |

## Kritik
In die Schlagzeilen kam der Standort nach der Errichtung eines weiteren Sendemasts mit einer 50-W-Mobilfunk-Sendeanlage durch Vorwürfe unter anderem eines in direkter Nachbarschaft lebenden Bauern, er habe seit deren Inbetriebnahme einen sehr schlechten Schlaf und seine Kühe gäben weniger Milch. Dies wurde von Kritikern der Anlage auf durch den Sender entstehenden Elektrosmog zurückgeführt.

## Besonderheit
Es gibt auch eine Aussichtsplattform und Windenergieanlage.

## Belege
1. ↑  Die Auswirkungen elektromagnetischer Felder von Mobilfunksendeanlagen auf Leistung, Gesundheit und Verhalten landwirtschaftlicher Nutztiere. Archiviert vom Original (nicht mehr online verfügbar) am 19. Juli 2020; abgerufen am 19. Juli 2020.  Info: Der Archivlink wurde automatisch eingesetzt und noch nicht geprüft. Bitte prüfe Original- und Archivlink gemäß Anleitung und entferne dann diesen Hinweis.
2. ↑  Schnaitsee Freizeit-und-Tourismus Sehenswuerdigkeiten. Abgerufen am 1. Mai 2025.
3. ↑  Windkraftanlagen-Schnaitsee-chiemgau24. Abgerufen am 22. Oktober 2023.